# Faida di Siderno
La faida di Siderno è una faida di 'ndrangheta scoppiata nel comune di Siderno a partire dal 1987 tra la Commisso e dei Costa, la prima con a capo Cosimo Commisso e la seconda Giuseppe Costa. La faida si concluderà nel 1991 con la vittoria dei Commisso.

## Eventi
- Gennaio 1987 - Viene ucciso Luciano Costa[1]
- 3 maggio 1987 - Tentato omicidio di Antonio e Cosimo Commisso[1]
- 19 novembre 1988 - Vincenzo Figliomeni (1937) detto U Briganti, affiliato ai Commisso viene ucciso a Siderno[1]
- 14 gennaio 1989 - Vengono uccisi Giuseppe Curciarello e Michele De Maria vicini ai Costa[1]
- 23 maggio 1989 - In Contrada Pantanizzi di Siderno si attenta alla vita di Giuliano Costa, fratello di Giuseppe e Luciano[1]
- 14 luglio 1989 - In Contrada Falco di Siderno viene ucciso Giuseppe Montalto vicino ai Costa[1]
- 31 luglio 1989 - In Contrada San Filippo di Siderno viene ucciso Giuliano Costa[1]
- 14 agosto 1989 - viene ferito Francesco Curciarello (1926) padre del già morto Giuseppe Curciarello[1]
- 9 settembre 1989 - Viene ucciso Pierino Ieritano, vicino ai Costa[1]
- 12 ottobre 1989 - Avviene il tentato omicidio a Davoli Marina di Salvatore Triumbari[1]
- 17 ottobre 1989 - Viene ucciso Giocondo Napoli trafficante di droga in Canada[1]
- 11 marzo 1990 - In Contrada San Filippo di Siderno avviene il tentato omicidio a Giuseppe Costa usando una bomba artigianale[1]
- 29 aprile 1990 - Avviene il tentato omicidio di Cosimo D'Agostino (1936)[1]
- 19 gennaio 1991 - Viene ucciso Achille Megna[1]
- 23 gennaio 1991 -  A Gioiosa Jonica avviene il tentato omicidio di Vincenzo Raffaele parente di Achille Megna[1]
- 30 marzo 1991 - Avviene il tentato omicidio di Cosimo Commisso (1920), zio del boss Cosimo Commisso e padre di Antonio Commisso
- 31 marzo 1991 - Nel giorno di Pasqua in contrada Arona di Siderno viene ucciso a soli 16 anni Cosimo Muià e cognato di Luciano Costa già ucciso nel 1987[1]
- 4 aprile 1991 - In Contrada San Filippo viene ucciso Vincenzo Costa (1948)[1]
- 25 maggio 1991 - I Costa uccidono Domenico Archinà[1]
- 2 giugno 1991 - I Costa uccidono Cosimo Commisso (1967)[1]
- 19 giugno 1991 - In Contrada Donisi di Siderno viene ucciso Vincenzo Filippone, forse affiliato ai Costa[1]
- 20 giugno 1991 - Sul lungomare di Siderno viene ucciso Luciano Commisso (1924) detto Coccia i favi, figlio di Giuseppe Commisso[1] e viene anche ferito il nipote appena dodicenne Giuseppe Commisso (1979)[1]
- 26 giugno 1991 - A Thornhill in Canada viene ucciso Giovanni Costa, fratello del boss[1]
- 28 giugno 1991 - A Siderno si attenta alla vita di Giuseppe Commisso fratello di Commisso[1]
- 11 luglio 1991 - Il carabiniere Donato Giordano al soldo dei Costa uccide Antonio Giorgini[1]
- 17 luglio 1991 - In Contrada Limina a Mammola viene ucciso il carabiniere Donato Giordano e Massimiliano Costante vicino ai Curciarello vicino ai Costa. Il cadavere di Giordano sarà ritrovato senza testa e senza gambe[1] ed entrambi carbonizzati in una Lancia Thema
- 19 luglio 1991 - Viene ucciso Francesco Curciarello (1926) che aveva subito un attentato nel 1989
- 28 agosto 1991 - A Grotteria Mare viene ucciso Cosimo D'Agostino (1936) che aveva già subito un attentato nel 1990.